# Viking Fotballklubb 2011
Questa voce raccoglie le informazioni riguardanti il Viking Fotballklubb nelle competizioni ufficiali della stagione 2011.

## Stagione
Il Viking arrivò all'undicesimo posto finale in campionato, mentre l'avventura in Norgesmesterskapet terminò ai quarti di finale della competizione, quando fu eliminato dal Brann ai calci di rigore. I calciatori più utilizzati furono Trond Erik Bertelsen, Johan Lædre Bjørdal e Rune Almenning Jarstein, che non saltarono neanche un incontro in stagione. Il miglior marcatore fu invece Erik Nevland, con 15 reti complessive (8 in campionato, 3 nella coppa nazionale).

## Maglie e sponsor
Lo sponsor tecnico per la stagione 2011 fu Diadora, mentre lo sponsor ufficiale fu Lyse Energi. La prima divisa era composta da una maglietta blu, pantaloncini e calzettoni bianchi. Quella da trasferta era invece composta da una maglietta bianca, pantaloncini e calzettoni blu.

## Rosa
| N. |                     | Ruolo | Calciatore              |
| -- | ------------------- | ----- | ----------------------- |
| 1  | Norvegia (bandiera) | P     | Rune Almenning Jarstein |
| 2  | Norvegia (bandiera) | D     | Trond Erik Bertelsen    |
| 3  | Norvegia (bandiera) | D     | Johan Lædre Bjørdal     |
| 4  | Svezia (bandiera)   | D     | Björn Andersson         |
| 6  | Norvegia (bandiera) | D     | Håkon Skogseid          |
| 7  | Norvegia (bandiera) | C     | Tomasz Sokolowski       |
| 8  | Norvegia (bandiera) | C     | Vidar Nisja             |
| 9  | Svezia (bandiera)   | A     | Patrik Ingelsten        |
| 10 | Norvegia (bandiera) | A     | Erik Nevland            |
| 11 | Norvegia (bandiera) | A     | Bengt Sæternes          |
| 12 | Norvegia (bandiera) | P     | Arild Østbø             |
| 13 | Norvegia (bandiera) | D     | Christian Landu Landu   |
| 14 | Norvegia (bandiera) | C     | André Danielsen         |
| 15 | Norvegia (bandiera) | C     | Tommy Knarvik           |
| 16 | Norvegia (bandiera) | A     | Yann-Erik de Lanlay     |

| N. |                     | Ruolo | Calciatore           |
| -- | ------------------- | ----- | -------------------- |
| 17 | Norvegia (bandiera) | A     | Eirik Jakobsen       |
| 18 | Norvegia (bandiera) | C     | Jon-Helge Tveita     |
| 19 | Ghana (bandiera)    | C     | King Gyan            |
| 20 | Islanda (bandiera)  | D     | Indriði Sigurðsson   |
| 21 | Islanda (bandiera)  | C     | Birkir Bjarnason     |
| 22 | Norvegia (bandiera) | C     | Valon Berisha        |
| 23 | Norvegia (bandiera) | A     | Ole Marius Aasen     |
| 24 | Norvegia (bandiera) | P     | Aslak Falch          |
| 25 | Norvegia (bandiera) | D     | Magnus Kristensen    |
| 26 | Norvegia (bandiera) | A     | Veton Berisha        |
| 27 | Norvegia (bandiera) | A     | Trond Olsen          |
| 27 | Norvegia (bandiera) | D     | Vetle Tønne Estensen |
| 28 | Norvegia (bandiera) | C     | Per Eik Forgaard     |
| 29 | Norvegia (bandiera) | C     | Eirik Schulze        |

## Calciomercato

### Sessione invernale(dal 01/01 al 31/03)
| Acquisti | Acquisti            | Acquisti   | Acquisti   |
| R.       | Nome                | da         | Modalità   |
| -------- | ------------------- | ---------- | ---------- |
| D        | Björn Andersson     | svincolato |            |
| D        | Johan Lædre Bjørdal | Bodø/Glimt | definitivo |
| C        | King Gyan           | svincolato |            |
| A        | Bengt Sæternes      | svincolato |            |

| Cessioni | Cessioni                | Cessioni       | Cessioni   |
| R.       | Nome                    | a              | Modalità   |
| -------- | ----------------------- | -------------- | ---------- |
| D        | Toni Kallio             |                | svincolato |
| D        | Børre Steenslid         | Molde          | definitivo |
| C        | Andreas Ulland Andersen | Randaberg      | prestito   |
| C        | Joakim Austnes          |                | ritiro     |
| C        | Martin Fillo            | Viktoria Plzeň | definitivo |
| A        | Tommy Høiland           | Bryne          | definitivo |
| A        | Alexander Ødegaard      |                | svincolato |

### Sessione estiva(dal 01/08 al 31/08)
| Acquisti | Acquisti         | Acquisti          | Acquisti   |
| R.       | Nome             | da                | Modalità   |
| -------- | ---------------- | ----------------- | ---------- |
| C        | Eirik Schulze    | Mandalskameratene | definitivo |
| C        | Jon-Helge Tveita | Stavanger         | definitivo |
| A        | Trond Olsen      | Rosenborg         | definitivo |

| Cessioni | Cessioni | Cessioni | Cessioni |
| R.       | Nome     | a        | Modalità |
| -------- | -------- | -------- | -------- |

## Risultati

### Eliteserien

#### Girone di andata
| Arbitro: | Berntsen (Vang) |

|  |           |                       |
|  | Marcatori | 27’ Nielsen 90’ Zajić |

| Arbitro: | Hagen (Grue) |

|  |           |                |
|  | Marcatori | 79’ Sokolowski |

| Arbitro: | Hafsås |

|                              |           |               |
| Nevland 30’ Val. Berisha 36’ | Marcatori | 4’, 78’ Angan |

| Arbitro: | Øvrebø (Oslo) |

|                                   |           |  |
| Hoff 3’ Årst 33’, 39’ Kleiven 78’ | Marcatori |  |

| Arbitro: | Edvartsen (Hamar) |

|  |           |                |
|  | Marcatori | 90’ Nordkvelle |

| Sogndal 9 maggio 2011, ore 19:00 6ª giornata | Sogndal | 0 – 0 referto | Viking | Fosshaugane Campus (2.304 spett.)\| Arbitro: \| Johnsen \| |
| Arbitro:                                     | Johnsen |               |        |                                                            |

| Arbitro: | Staberg |

|                  |           |             |
| Val. Berisha 79’ | Marcatori | 28’ Johnsen |

| Arbitro: | Berntsen (Vang) |

|                          |           |             |
| Kara 42’, 45’ Björck 74’ | Marcatori | 80’ Nevland |

| Arbitro: | Berntsen (Vang) |

|                         |           |                       |
| Nevland 22’ Bjørdal 70’ | Marcatori | 18’, 27’ J. Jørgensen |

| Arbitro: | Sandmoen |

|                         |           |  |
| Olsen 11’ Barrantes 58’ | Marcatori |  |

| Arbitro: | Øvrebø (Oslo) |

|                       |           |  |
| Bamberg 2’ Đurđić 55’ | Marcatori |  |

| Arbitro: | Skjerven (Kaupanger) |

|                              |           |  |
| Sæternes 6’, 43’, 90’ (rig.) | Marcatori |  |

| Arbitro: | Hafsås |

|  |           |           |
|  | Marcatori | 72’ Nisja |

| Stavanger 26 giugno 2011, ore 20:00 14ª giornata | Viking  | 0 – 0 referto | Rosenborg | Viking Stadion (11.284 spett.)\| Arbitro: \| Staberg \| |
| Arbitro:                                         | Staberg |               |           |                                                         |

| Arbitro: | Helgerud (Lier) |

|                                |           |                  |
| Gabrielsen 26’ Gulbrandsen 28’ | Marcatori | 68’ Val. Berisha |

#### Girone di ritorno
| Arbitro: | Berntsen (Vang) |

|                  |           |  |
| Vet. Berisha 58’ | Marcatori |  |

| Arbitro: | Skjerven (Kaupanger) |

|                                      |           |                          |
| Austin 44’ Guastavino 45’ Haugen 85’ | Marcatori | 66’ Nevland 80’ Sæternes |

| Arbitro: | Sandmoen |

|                          |           |  |
| de Lanlay 7’ Nevland 90’ | Marcatori |  |

| Arbitro: | Hafsås |

|                             |           |                |
| Björn Andersson 9’ Gyan 25’ | Marcatori | 84’ Abdellaoue |

| Arbitro: | Hagen (Grue) |

|                                            |           |                  |
| Storbæk 26’, 74’, 89’ Bjarnason 54’ (aut.) | Marcatori | 80’, 90’ Nevland |

| Arbitro: | Edvartsen (Hamar) |

|          |           |  |
| Gyan 73’ | Marcatori |  |

| Arbitro: | Skjerven (Kaupanger) |

|                            |           |                         |
| Nordkvelle 1’ Andersen 41’ | Marcatori | 22’ Olsen 27’ de Lanlay |

| Arbitro: | Kjensli |

|                           |           |  |
| de Lanlay 16’ Nevland 89’ | Marcatori |  |

| Molde 23 settembre 2011, ore 19:00 24ª giornata | Molde           | 0 – 0 referto | Viking | Aker Stadion (8.738 spett.)\| Arbitro: \| Helgerud (Lier) \| |
| Arbitro:                                        | Helgerud (Lier) |               |        |                                                              |

| Arbitro: | Sælen (Bergen) |

|               |           |                   |
| Danielsen 57’ | Marcatori | 90’ (rig.) Đurđić |

| Arbitro: | Johnsen |

|                                |           |  |
| Zajić 7’, 79’ (rig.) Berre 44’ | Marcatori |  |

| Arbitro: | Staberg |

|                    |           |  |
| Danielsen 30’, 33’ | Marcatori |  |

| Arbitro: | Kjensli |

|                   |           |           |
| Giæver 90’ (rig.) | Marcatori | 72’ Nisja |

| Arbitro: | Edvartsen (Hamar) |

|          |           |          |
| Gyan 90’ | Marcatori | 28’ Hoff |

| Arbitro: | Johnsen |

|                               |           |                     |
| Bakenga 35’, 69’ Chibuike 58’ | Marcatori | 2’ Nisja 66’ Tveita |

### Coppa di Norvegia
| Arbitro: | Gya |

|  |           |                                                       |
|  | Marcatori | 12’ Sæternes 28’ Nevland 32’ Bjarnason 89’ Sigurðsson |

| Arbitro: | Hakestad |

|  |           |                                      |
|  | Marcatori | 20’ Sæternes 58’ Berisha 90’ Nevland |

| Arbitro: | Moen (Haugesund) |

|                              |           |  |
| Nevland 39’ (rig.) Nisja 63’ | Marcatori |  |

| Arbitro: | Edvartsen (Hamar) |

|                                 |           |                                |
| Bamberg 18’ Skogseid 23’ (rig.) | Marcatori | 45’ Sæternes 89’, 100’ Nevland |

| Arbitro: | Skjerven (Kaupanger) |

|                                         |                      |                    |
| Sigurðsson 65’                          | Marcatori            | 74’ Haugen         |
| Sigurðsson Val. Berisha Nisja Bertelsen | Tiri di rigore 1 – 3 | Haugen Ojo Labukas |

## Statistiche

### Statistiche di squadra
| Competizione      | Punti | In casa | In casa | In casa | In casa | In casa | In casa | In trasferta | In trasferta | In trasferta | In trasferta | In trasferta | In trasferta | Totale | Totale | Totale | Totale | Totale | Totale | DR  |
| Competizione      | Punti | G       | V       | N       | P       | Gf      | Gs      | G            | V            | N            | P            | Gf           | Gs           | G      | V      | N      | P      | Gf     | Gs     | DR  |
| ----------------- | ----- | ------- | ------- | ------- | ------- | ------- | ------- | ------------ | ------------ | ------------ | ------------ | ------------ | ------------ | ------ | ------ | ------ | ------ | ------ | ------ | --- |
| Eliteserien       | 37    | 15      | 7       | 6       | 2       | 20      | 11      | 15           | 2            | 4            | 9            | 13           | 29           | 30     | 9      | 10     | 11     | 33     | 40     | -7  |
| Coppa di Norvegia | -     | 2       | 1       | 1       | 0       | 3       | 1       | 3            | 3            | 0            | 0            | 10           | 2            | 5      | 4      | 1      | 0      | 13     | 3      | +10 |
| Totale            | -     | -       | -       | -       | -       | -       | -       | -            | -            | -            | -            | -            | -            | -      | -      | -      | -      | -      | -      | -   |

### Statistiche dei giocatori
| Giocatore      | Eliteserien | Eliteserien | Eliteserien | Eliteserien | Coppa di Norvegia | Coppa di Norvegia | Coppa di Norvegia | Coppa di Norvegia | Totale   | Totale | Totale      | Totale     |
| Giocatore      | Presenze    | Reti        | Ammonizioni | Espulsioni  | Presenze          | Reti              | Ammonizioni       | Espulsioni        | Presenze | Reti   | Ammonizioni | Espulsioni |
| -------------- | ----------- | ----------- | ----------- | ----------- | ----------------- | ----------------- | ----------------- | ----------------- | -------- | ------ | ----------- | ---------- |
| O. Aasen       | 1           | 0           | 0           | 0           | 0                 | 0                 | 0                 | 0                 | 1        | 0      | 0           | 0          |
| B. Andersson   | 19          | 1           | 1           | 0           | 3                 | 0                 | 0                 | 0                 | 22       | 1      | 1           | 0          |
| Val. Berisha   | 28          | 3           | 4           | 0           | 4                 | 1                 | 0                 | 0                 | 32       | 4      | 4           | 0          |
| Vet. Berisha   | 12          | 1           | 1           | 0           | 4                 | 0                 | 0                 | 0                 | 16       | 1      | 1           | 0          |
| T. Bertelsen   | 30          | 0           | 2           | 0           | 5                 | 0                 | 1                 | 0                 | 35       | 0      | 3           | 0          |
| B. Bjarnason   | 25          | 0           | 2           | 0           | 5                 | 1                 | 1                 | 0                 | 30       | 1      | 3           | 0          |
| J. Bjørdal     | 30          | 1           | 1           | 0           | 5                 | 0                 | 0                 | 0                 | 35       | 1      | 1           | 0          |
| A. Danielsen   | 20          | 3           | 4           | 0           | 3                 | 0                 | 1                 | 0                 | 23       | 3      | 5           | 0          |
| Y. de Lanlay   | 30          | 3           | 0           | 0           | 4                 | 0                 | 0                 | 0                 | 34       | 3      | 0           | 0          |
| V. Estensen    | 0           | 0           | 0           | 0           | 0                 | 0                 | 0                 | 0                 | 0        | 0      | 0           | 0          |
| A. Falch       | 0           | 0           | 0           | 0           | 0                 | 0                 | 0                 | 0                 | 0        | 0      | 0           | 0          |
| P. Forgaard    | 0           | 0           | 0           | 0           | 0                 | 0                 | 0                 | 0                 | 0        | 0      | 0           | 0          |
| K. Gyan        | 16          | 3           | 6           | 0           | 2                 | 0                 | 0                 | 0                 | 18       | 3      | 6           | 0          |
| P. Ingelsten   | 0           | 0           | 0           | 0           | 0                 | 0                 | 0                 | 0                 | 0        | 0      | 0           | 0          |
| E. Jakobsen    | 2           | 0           | 0           | 0           | 0                 | 0                 | 0                 | 0                 | 2        | 0      | 0           | 0          |
| R. Jarstein    | 30          | 0           | 0           | 0           | 5                 | 0                 | 0                 | 0                 | 35       | 0      | 0           | 0          |
| T. Knarvik     | 13          | 0           | 1           | 0           | 1                 | 0                 | 0                 | 0                 | 14       | 0      | 1           | 0          |
| M. Kristensen  | 0           | 0           | 0           | 0           | 0                 | 0                 | 0                 | 0                 | 0        | 0      | 0           | 0          |
| C. Landu Landu | 17          | 0           | 2           | 0           | 4                 | 0                 | 1                 | 0                 | 21       | 0      | 3           | 0          |
| E. Nevland     | 28          | 8           | 6           | 0           | 5                 | 5                 | 1                 | 0                 | 33       | 13     | 7           | 0          |
| V. Nisja       | 23          | 3           | 1           | 0           | 5                 | 1                 | 1                 | 0                 | 28       | 4      | 2           | 0          |
| T. Olsen       | 7           | 1           | 0           | 0           | 1                 | 0                 | 1                 | 0                 | 8        | 1      | 1           | 0          |
| A. Østbø       | 0           | 0           | 0           | 0           | 1                 | 0                 | 0                 | 0                 | 1        | 0      | 0           | 0          |
| B. Sæternes    | 21          | 4           | 1           | 0           | 3                 | 3                 | 0                 | 0                 | 24       | 7      | 1           | 0          |
| E. Schulze     | 1           | 0           | 0           | 0           | 0                 | 0                 | 0                 | 0                 | 1        | 0      | 0           | 0          |
| I. Sigurðsson  | 27          | 0           | 3           | 0           | 5                 | 2                 | 0                 | 0                 | 32       | 2      | 3           | 0          |
| H. Skogseid    | 27          | 0           | 2           | 0           | 5                 | 0                 | 2                 | 0                 | 32       | 0      | 4           | 0          |
| T. Sokolowski  | 4           | 1           | 0           | 0           | 0                 | 0                 | 0                 | 0                 | 4        | 1      | 0           | 0          |
| J. Tveita      | 2           | 1           | 0           | 0           | 0                 | 0                 | 0                 | 0                 | 2        | 1      | 0           | 0          |